# Боарноа (Квебек)
Боарноа (фр. Beauharnois) је град у Канади у покрајини Квебек. Према резултатима пописа 2011. у граду је живело 12.011 становника.

## Становништво
Према резултатима пописа становништва из 2011. у граду је живело 12.011 становника, што је за 0,8% више у односу на попис из 2006. када је регистровано 11.918 житеља.
| 2006.  | 2011.  |
| ------ | ------ |
| 11.918 | 12.011 |